# 阮福永𧯢
阮福永𧯢（越南语：／；1914年—？），越南阮朝官員。

## 生平
阮福永𧯢是堅太王阮福洪侅曾孫，堅郡公阮福膺之孫，尊人府左尊卿、堅鄉公阮福寶豐之子，同時也是保大帝的堂弟，被稱作“皇從弟”，維新八年（1914年）在承天府香水縣居正總楊品社出生。啟定七年（1922年），被選為東宮皇太子伴讀，隨皇太子阮福永瑞到法國留學。啟定十年（1925年），陪同皇太子回國繼位。次年保大元年（1926年），再隨保大帝前往法國留學。保大七年（1932年），完成學業，隨保大帝回國。同年，陪同保大帝巡遊中圻。保大八年（1933年），授鴻臚寺卿。保大十一年（1936年），在財政部任職。次年（1937年），改到御前文房任職。保大十三年（1938年）陽曆5月至8月，隨保大帝出訪法國。保大十四年（1939年），管理安南龍星院。保大十七年（1942年），升正三品。

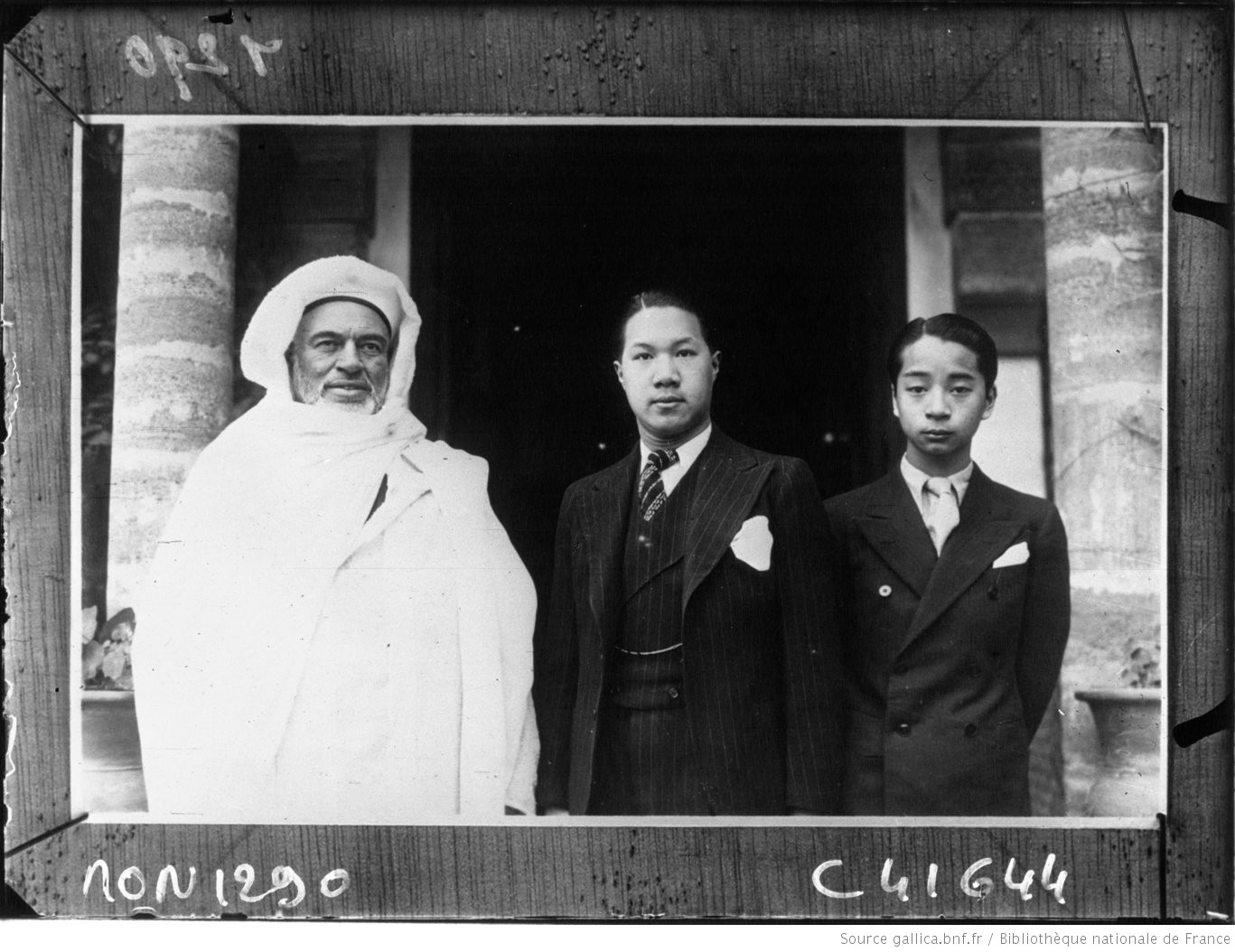
阮福永𧯢（右）與保大（中）

保大二十年（1945年），八月革命爆發後，保大帝與永𧯢等大臣商議後，最終決定和平退位。

## 家庭
阮福永𧯢的妻子是新豐公主阮玉珠環的女兒。